# Membres de l'Internationale situationniste
Au cours de ses 15 ans d'existence l'Internationale situationniste n'a connu que 71 membres, répartis de sa création à novembre 1962 puis à nouveau à partir de septembre 1969 à sa dissolution en sections nationales, ci-après détaillées :
Section algérienne (2)
- Mohamed Dahou
- Abdelhafid Khatib

Section allemande (11)
- Ervin Eisch
- Lothar Fischer
- Heinz Hofl
- Dieter Kunzelmann
- Uwe Lausen
- Renee Nele
- Hans Platschek
- Heimrad Prem
- Gretel Stadler
- Helmut Sturm
- Hans-Peter Zimmer

Section américaine (4)
- Robert Chasse
- Bruce Elwell
- Jon Horelick
- Tony Verlaan

Section anglaise (4)
- T. J. Clark
- Christopher Gray
- Donald Nicholson-Smith
- Charles Radcliffe

Section belge (6)
- Walter Korun (Piet de Groof)
- Attila Kotanyi[5]
- Rudi Renson
- Jan Stijbosch[6]
- Raoul Vaneigem
- Maurice Wyckaert

Section française (16)
- François de Beaulieu
- Michèle Bernstein
- Patrick Cheval
- Alain Chevalier
- Guy Debord
- Édith Frey
- Théo Frey
- Jean Garnault
- Anton Hartstein [7]
- Herbert Holl
- Asger Jorn[8]
- Mustapha Khayati[9]
- Ndjangani Lungela[10]
- René Riesel
- Christian Sebastiani
- René Viénet

Section italienne (11)
- Ralph Rumney[11]
- Giors Melanotte
- Walter Olmo
- Claudio Pavan
- Giuseppe Pinot-Gallizio
- Eduardo Rothe[12]
- Paolo Salvadori
- Gianfranco Sanguinetti
- Piero Simondo
- Elena Verrone
- Glauco Wuerich

Section néerlandaise (5)
- Anton Alberts
- Armando
- Constant
- Jacqueline de Jong
- Har Oudejans

Section scandinave (8)
- Ansgar Elde
- Bengt Ericson[14]
- Stefan Larsson
- Peter Laugesen
- Katja Lindell
- Jeppesen Victor Martin
- Jørgen Nash
- Hardy Strid

Hors sections (4)
- Ivan Chtcheglov[15]
- André Frankin[16]
- Jacques Ovadia[17]
- Alexander Trocchi[18]